# IBM Granite
IBM Granite — серия моделей искусственного интеллекта, разработанных компанией IBM, которые используют архитектуру декодера (decoder-only). Анонс этих моделей состоялся 7 сентября 2023 года, а через 4 дня была опубликована первая статья о них. Изначально они предназначались для использования в облачной платформе Watsonx от IBM. Позже IBM открыла исходный код. Модели Granite обучены на наборах данных, собранных из Интернета, научных публикаций,  а также документов из юридической и финансовой сфер.

## Фундаментальные модели
Фундаментальная модель (Foundation model) — модель искусственного интеллекта, обученная на данных в большом масштабе, что позволяет адаптировать её к широкому спектру задач.
Первые фундаментальные модели Granite — это Granite.13b.instruct и Granite.13b.chat. Число «13b» в их названии означает 13 миллиардов — количество параметров этих моделей, что меньше, чем у большинства больших моделей того времени. Более поздние версии варьируются от 3 до 34 миллиардов параметров.
6 мая 2024 года IBM открыла исходный код своей серии моделей Granite Code, выпустив четыре варианта под лицензией Apache 2, позволяющей свободное использование, модификацию и распространение программного обеспечения. Модели были размещены на платформе Hugging Face для публичного доступа. Согласно собственному отчёту IBM, модель Granite 8b демонстрирует более высокую производительность, чем LLaMA 3, в различных задачах, связанных с программированием, при сопоставимом количестве параметров.
21 октября 2024 — анонс Granite 3.0 с моделями 2B/8B для бизнес-задач, интеграцией с NVIDIA NIM и Google Cloud.

## См.также
- Gemini (чат-бот)
- LLaMA
- ChatGPT